# Усадьба Горбунова
Усадьба Горбунова — усадьба, 1905—1911, арх. О. Г. Пиотрович, Ю. Ф. Дитерихс, построена в стиле эклектики с декоративными кирпичными элементами. Владелец усадьбы — Григорий Климентьевич Горбунов — предприниматель, председатель общины Преображенского кладбища, старообрядец-федосеевец. Здесь до 1917 размещалась типография Горбунова и словолитня Преображенской общины, центра старообрядцев федосеевского согласия, печатавшая старообрядческую литературу. Управляющим в типографии был Никита Федорович Суворин. Комплекс усадьбы состоит из пяти строений с изящной аркой за главным домом усадьбы, выходящей на улицу Девятая Рота. В советские годы в главном доме усадьбы (стр. 1), построенном в 1908 году по проекту О. Г. Пиотровича, располагался Преображенский народный суд. С 2009 года главный дом пустует. В 2013—2014 годах готовился проект реставрации с приспособлением для современного использования под размещение «многофункционального центра по оказанию услуг населению». Однако здание до сих пор пустует и ветшает. В июле 2017 на общественное обсуждение был вынесен Акт государственной историко-культурной экспертизы; в ноябре 2017 года Приказом департамента культурного наследия города Москвы ансамбль усадьбы (ул. Девятая Рота, д. 16; д. 16, стр. 2, 3, 4, 5) включен в единый государственный реестр объектов культурного наследия (памятников истории и культуры) народов Российской Федерации в качестве объекта культурного наследия регионального значения, утверждены границы его территории и предмет охраны.